# هبوط على المريخ

صورة متحركة للهبوط على سطح المريخ من مهمة إنسايت عام 2018

هبوط على المريخ (بالإنجليزية: Mars Landing)‏، وهو هبوط المركبات الفضائية على سطح كوكب المريخ. نجحت ثماني محاولات فقط في الهبوط على المريخ للمركبات الفضائية الروبوتية غير المأهولة من بين المحاولات العديدة للهبوط هناك. أُجريت الدراسات أيضًا على إمكانية إرسال البعثات المأهولة إلى المريخ والهبوط على سطحه، ولكن لم يُنفذ أي منها حتى الآن. نجحت أحدث عملية هبوط على كوكب المريخ يوم 26 نوفمبر عام 2018 للمسبار الفضائي إنسايت (InSight) التابع لوكالة ناسا.

## وسائل الانخفاض والهبوط
تطلبت جميع وسائل الهبوط على المريخ، حتى عام 2016، استخدام أنظمة معتمدة على الدروع الهوائية (Aeroshell) ومجموعة من المظلات المتتابعة لدخول الغلاف الجوي للمريخ، ثم استُخدمت بعد ذلك ثلاث وسائل مختلفة، وما زالت تستخدم حتى يومنا هذا. يمكن أن تنفصل مركبات الهبوط الصغيرة عن الجزء الخلفي المُزود بالمظلات لتكمل هبوطها على المريخ مستخدمةً الصواريخ الكابحة، ولكن لا يمكن أن نزيد من وزن المتجول الكوكبي بإضافة هذه الصواريخ الكابحة التي ستكون بلا فائدة بعد عملية الهبوط.
يمكن أن يوضع المتجول الكوكبي خفيف الوزن داخل هيكل رباعي الأسطح مُغلف بوسائد هوائية. يتوجه الهيكل رباعي الأسطح للأسفل، بعد انفصال الدرع الهوائي عنه، ساحبًا الجزء الخلفي المزود بالمظلات باستخدام الحبال حتى تنتفخ الوسائد الهوائية. ويمكن أن تُستخدم بعض الصواريخ الكابحة للإبطاء من سرعة الهبوط. يتحرر الهيكل الرباعي عن المظلات، عند اقترابه من سطح الكوكب، ليسقط على السطح مستخدمًا الوسائد الهوائية لتمتص صدمة الارتطام. يُفتح الهيكل الرباعي بعد استقراره على السطح ليخرج منه المتجول الكوكبي لأداء مهامه.
يمكن أن تُثبت الصواريخ الكابحة على رافعة جوية إذا كان المتجول الكوكبي ثقيل جدًا بدرجة تمنعه من حمل الوسائد الهوائية. تنفصل الرافعة الجوية عن الجزء الخلفي المزود بالمظلات، وتبدأ في عملية إنزال المتجول الكوكبي عند اقترابها من السطح باستخدام الحبال. وتُقطع هذه الحبال بعد هبوط المتجول على سطح الكوكب حتى تسقط الرافعة، المُعلقة في الجو بفعل محركاتها الصاروخية، بعد نفاذ وقودها بعيدًا عن المتجول الكوكبي.

## تحديات الهبوط
أصبحت عمليات هبوط المركبات الفضائية الروبوتية والمأهولة على المريخ أحد المساعي التقنية للبشر. تعتبر عملية هبوط المركبات الفضائية على المريخ أحد أصعب المهام خلال مراحل البعثات الفضائية المتجهة إلى هذا الكوكب. تمر المركبة الفضائية الهابطة على المريخ بعدد من التحديات الصعبة:
- سُمك الغلاف الجوي للمريخ
- ارتفاع السطح (وفقًا لمقياس مولا MOLA لقياس ارتفاع سطح المريخ)
- عدم توفر التقنية المناسبة لتنفيذ عملية الالتقاط الهوائي الباليستي
- عدم توفر التقنية المناسبة لتنفيذ الهبوط العمودي باستخدام الدوافع الكابحة
- قصر الوقت الذي تستغرقه المركبة لدخول الغلاف الجوي والانخفاض حتى تهبط على السطح

نجحت ناسا خلال الأعوام الأخيرة في الهبوط بمركبة إنسايت على سطح المريخ معتمدةً على التقنية المستخدمة في برنامج فايكينغ الفضائي. ولكن لن تُمكننا هذه التقنية من الهبوط بأعداد كبيرة من الحمولات، والمساكن، ومركبات الإقلاع والبشر عند إرسال البعثات المأهولة في المستقبل القريب. ويجب أن نطور من التقنيات ومركبات الإطلاق (الصواريخ) لنتمكن من تحقيق هذه المتطلبات. يجب أن تُتخَذ بعض العوامل في الاعتبار لتهبط المركبة الفضائية بسلام عدة مرات على المريخ مستخدمةً التقنيات المتاحة حاليًا:
- الكتلة، والتي يجب أن تكون أقل من 0.6 طن
- المعامل الباليتسي، والذي يجب أن يكون أقل من 35 كيلوغرام لكل متر مربع
- قطر الدرع الهوائي، والذي يجب أن يكون أقل من 4.6 متر
- الشكل الهندسي للدرع الهوائي، والذي يجب أن يكون على هيئة غلاف مخروطي كروي بزاوية 70 درجة
- قطر المظلة، والذي يجب أن يكون أقل من 30 مترًا
- الحاجة لاستخدام دوافع كابحة للسرعات فوق الصوتية أثناء عملية الانخفاض والهبوط
- الحاجة للقيام بعملية دخول الغلاف الجوي للمريخ من المدار

## عمليات الهبوط غير المأهولة
نجحت العديد من المركبات الفضائية السوفيتية والأمريكية التابعة لبرنامج فايكينغ في الهبوط على سطح المريخ خلال سبعينيات القرن الماضي، ووفرت هذه المركبات الصور والمعلومات الخاصة بسطح المريخ على مدار سنوات عديدة، ولكن لم تُرسل أي مركبة لتهبط على المريخ من بعد هذه الحقبة وحتى عام 1997 عند هبوط مركبة مارس باثفايندر على سطح المريخ. كان هناك العديد من المحاولات الناجحة للهبوط على المريخ خلال القرن الواحد والعشرين، ولكن فشلت بعض المحاولات الأخرى أيضًا.

### برنامج فايكينغ
دخل المسباران الأمريكيان فايكينغ في مدار حول المريخ عام 1976، وأطلق كل منهما وحدة هبوط نجحت في تنفيذ أول عملية هبوط ناجحة على سطح كوكب المريخ. وفرت المهمتان أول صور ملونة للكوكب بالإضافة إلى العديد من المعلومات العلمية. تراوحت درجات الحرارة عند موقعي الهبوط بين 123 درجة مئوية تحت الصفر إلى 23 درجة مئوية تحت الصفر مع اختلافها خلال اليوم بمعدل 35 إلى 50 درجة مئوية. رُصد أيضًا عدد من الظواهر الطبيعية هناك مثل العواصف الترابية الموسمية، والتغيرات في الضغط، وحركة الغازات الجوية بين القطبين. أثبتت أحد التجارب البيولوجية إمكانية وجود الحياة هناك، ولكن لم تؤيدها التجارب الاختصاصية الأخرى.
التقط المسبار المداري فايكينغ 1، أثناء البحث عن موقع هبوط مناسب لوحدة الهبوط الخاصة بالمسبار فايكينغ 2، صورةً لأحد التضاريس المريخية التي عُرفت بعد ذلك بـ«وجه المريخ» في يوم 25 يوليو عام 1976.
كان برنامج فايكينغ أحد البرامج الفضائية المنحدرة من البرنامج الفضائي فوياجر الذي أُلغي واستُخدم اسمه مرةً أخرى بعد ذلك لزوج من المسبارات الفضائية المتجهة إلى خارج المجموعة الشمسية.

### مارس باثفايندر
أطلقت ناسا مركبة مارس باثفايندر بعد إطلاق الماسح الشامل للمريخ بشهر واحد، وهبطت يوم 4 يوليو عام 1997. كان موقع هبوط هذه المركبة عبارة عن سهل فيضاني قديم بنصف الكرة الشمالي للمريخ يسمى أريس فاليس، والموجود ضمن الاجزاء الصخرية للكوكب. كانت تحمل المركبة متجول كوكبي صغير يُتحكم به عن بعد، ويسمى «سوجورنر»، وهو أول متجول كوكبي فعلي على المريخ يتمكن من التحرك لعدة أمتار حول موقع هبوطه مستكشفًا أحوال السطح وليجمع بعض العينات الصخرية. نشرت الصحف في جميع أنحاء العالم صورًا للمركبة وهي تُخرج المتجول الكوكبي ليستكشف سطح المريخ بطريقة غير مسبوقة. اكتملت عمليات إرسال البيانات من مارس باثفايندر على المريخ إلى الأرض يوم 27 سبتمبر عام 1997، إذ أرسلت باثفايندر 16500 صورة ملتفطة من خلالها و550 صورة ملتقطة بواسطة المتجول الكوكبي، بالإضافة إلى أكثر من 15 عملية تحليل كيميائي للصخور والتربة مع بيانات مفصلة عن الرياح وعوامل الطقس الأخرى. بينت نتائج هذه التجارب التي أجريت باستخدام أجهزة علمية على مركبة الهبوط والمتجول الكوكبي أن المريخ كان دافئًا ورطبًا في الماضي، مع وجود الماء في حالته السائلة على السطح في وجود غلاف جوي أكثر سمكًا يحيط به. حقق الموقع الإلكتروني لهذه المهمة إقبالًا كبيرًا وكان أكثر المواقع الالكترونية ازدحامًا عن أي موقع آخر في ذلك الوقت.

### إنسايت
صُممت مركبة الهبوط إنسايت التابعة لناسا بغرض دراسة الزلازل والتدفق الحراري من أعماق باطن كوكب المريخ، وأُطلقت يوم 5 مايو عام 2018 لتهبط على المريخ في موقع يسمى «سهل الجنة» يوم 26 نوفمبر 2018.

### مهمات مستقبلية

#### 2020
تشمل المهمات المستقبلية للمريخ مهمة المتجول مارس 2020، والمهمة الصينية «المسبار المداري المريخي الشامل للاستشعار عن بعد مع المتجول الكوكبي الصغير»، والمهمة الهندية «المسبار المداري للمريخ 2». تخطط وكالة الفضاء الأوروبية أيضًا إطلاق المتجول المريخي الخاص بها «إكسو مارس» خلال عام 2020، والمخطط له أن يأخذ عينات من التربة المريخية حتى عمق مترين وأن يبحث بشكل واسع عن البصمات الحيوية والجزيئات الحيوية.
هناك اقتراح بالعودة بإحدى العينات المريخية إلى الأرض بين ناسا ووكالة الفضاء الأوروبية، ولكن أُجلت هذه المهمة حتى عام 2024 على الأقل. ستكون هذه المهمة جزءًا من البرنامج الفضائي الأوروبي أورورا.